# لي فيليب بيل
لي فيليب بيل (بالإنجليزية: Lee Phillip Bell)‏ هي كاتبة سيناريو أمريكية، ولدت في 10 يونيو 1928 في شيكاغو في الولايات المتحدة.

## وصلات خارجية
- لي فيليب بيل على موقع IMDb (الإنجليزية)
- لي فيليب بيل على موقع قاعدة بيانات الفيلم (الإنجليزية)